# جهان به گفته کلارکسون
جهان به گفته کلارکسون ([The World According to Clarkson] Error: {{Lang-xx}}: متن دارای نشانه‌گذاری ایتالیک است (راهنما)) کتابی است شامل ستون‌هایی که جرمی کلارکسون در روزنامه ساندی تایمز نوشته است. این ستون‌ها از ۷ ژانویه ۲۰۰۱ تا ۱۴ دسامبر ۲۰۰۳ نوشته شده‌اند و شامل موضوعات گوناگونی است. 
تمام نوشته‌ها با حس شوخ‌طبعی نوشته شده‌اند اما معمولاً کمی ته‌مایه جدی در خودشان دارند.